# Camí de Cal Serret

El Camí de Cal Serret, respecte del terme d'Abella de la Conca

El Camí de Cal Serret és un camí del terme municipal d'Abella de la Conca, a la comarca del Pallars Jussà.
Arrenca del Camí de Planers a prop i al nord-oest del Xalet del Sobirana i en marxa cap al nord-est, travessa el barranc de Fonguera, on canvia de direcció i emprèn cap al nord-oest, i acaba d'arribar a Cal Serret.

## Etimologia
Es tracta d'un topònim romànic modern, de caràcter descriptiu: pren el nom de la masia on mena, Cal Serret.